# Január 9.
Január 9. az év 9. napja a Gergely-naptár szerint. Az évből még 356 (szökőévekben 357) nap van hátra.
Névnapok: Marcell + Alesszia, Alexia, Hont, Julián, Juliánusz, Júliusz, Marsall, Szulejka, Zulejka

## Események

### Politikai események
- 0475 – Trónra lép Basiliscus bizánci ellencsászár.
- 1475 – Hunyadi Mátyás levelet küld a pápának, melyben értesíti, hogy megfelelő segítség mellett felvenné a harcot a törökkel.
- 1788 – Connecticut az Amerikai Egyesült Államok 5. tagállama.
- 1849 – Kossuth Kiss Ernőt országos főhadparancsnoknak, Klapka Györgyöt a felső-tiszai hadtest parancsnokának nevezi ki.
- 1861 – Mississippi az Amerikai Egyesült Államok második állama, amely kiválik az unióból.
- 1977 – Harmincnégy magyar értelmiségi Pavel Kohuthoz, a Charta '77 egyik szóvivőjéhez írt levelében szolidaritásáról biztosítja a mozgalmat.
- 1980 – Szaúd-Arábia különböző városaiban lefejeznek 63 személyt, akiket a mekkai Nagymecsetben 1979. november 20-án kezdődött felkelésben való részvétel miatt ítéltek halálra.
- 1989 – Magyarország – Az áremelésekre válaszul 10 percre beszünteti a munkát több tízezer dolgozó Szabolcs-Szatmárban. Szolnok, Csongrád és Zala megye szakszervezeti vezető testülete is tiltakozik. – A fegyver nélküli katonai szolgálat bevezetését kéri az Országgyűléstől a Kelet–Nyugat Párbeszéd Hálózat Kör.

### Kulturális események

#### Zenei események
- 1939 – Kontrasztok (Bartók) ősbemutatója a New York-i Carnegie Hallban.

### Sportesemények
- 1977 –  Formula–1-es argentin nagydíj, Buenos Aires – Győztes: Jody Scheckter  (Wolf Ford)
- 2008 – Kovács Ágnes bejelenti, hogy nem indul a pekingi olimpián, de a pályafutását még nem fejezi be.

## Születések
- 1554 – XV. Gergely pápa († 1623)
- 1812 – Eduard van der Nüll osztrák építész, († 1868)
- 1813 – Kővágó-örsi Kuthy Lajos magyar regény- és drámaíró, a Magyar Tudományos Akadémia levelező és a Kisfaludy Társaság tagja († 1864)
- 1851 – Simonkai Lajos magyar botanikus, a 19. század második felének egyik legnagyobb magyar flórakutatója († 1910)
- 1878 – Rudnay Gyula festőművész († 1957)
- 1890 – Karel Čapek cseh regényíró, drámaíró, elbeszélő publicista, műfordító, filozófus († 1938)
- 1890 – Kurt Tucholsky német író , esszé ista, újságíró († 1935)
- 1894
  - Bárczi Géza Kossuth-díjas magyar nyelvész, a Magyar Tudományos Akadémia tagja a 20. század legkiválóbb magyar nyelvészeinek egyike († 1975)
  - Máté Imre magyar földbirtokos, jogász, közgazdász, szakíró, országgyűlési képviselő († 1983)
- 1908 – Simone de Beauvoir francia írónő, filozófus († 1986)
- 1909 – Anthony Mamo máltai politikus, 1971–1974 főkormányzó, majd az ország első köztársasági elnöke († 2008)
- 1913 – Richard Nixon az Amerikai Egyesült Államok 37. elnöke, († 1994)
- 1919 – Bulányi György magyar piarista pap, tanár († 2010)
- 1921 – Keleti Ágnes magyar tornász, ötszörös olimpiai bajnok, a nemzet sportolója († 2025)
- 1922 – Har Gobind Khorana indiai születésű Nobel-díjas angol genetikus, biokémikus († 2011)
- 1922 – Sékou Ahmad Touré guineai politikus, költő († 1984)
- 1922 – Sághy Vilmos magyar agrárközgazdász, szakpolitikus († 1999)
- 1923 – Muzslay István jezsuita pap, közgazdászprofesszor († 2007)
- 1923 – Köves Ernő magyar színész († 2013)
- 1924 – Szergej Paradzsanov örmény filmrendező színész, képzőművész († 1990)
- 1925 – Lee van Cleef amerikai filmszínész († 1989)
- 1928 – Domenico Modugno olasz énekes, dalszövegíró († 1994)
- 1930 – Konok Tamás Kossuth-díjas magyar festőművész, a nemzet művésze († 2020)
- 1933 – Wilbur Smith Rhodesia-i születésű angol író († 2021)
- 1939 – Susannah York brit színésznő, BAFTA-díjas († 2011)
- 1941 – Joan Baez amerikai folk-énekesnő, zeneszerző, szövegíró, gitáros, békeharcos
- 1944 – Jimmy Page angol gitáros, zeneszerző, rockzenész
- 1954 – Dés László Kossuth-díjas magyar zeneszerző, jazz-zenész, előadóművész
- 1955 – Karancz Katalin magyar színésznő
- 1960 – Pascal Fabre francia autóversenyző
- 1965 – Erdélyi Zoltán magyar hegedűművész
- 1971 – Hajdu Steve magyar színész
- 1973 – Sean Paul jamaicai rapper
- 1978 – Rabóczki Balázs magyar labdarúgó
- 1982 – Katalin walesi hercegné
- 1987 – Luka Čadež szlovén műkorcsolyázó
- 1987 – Nagy Péter magyar kenus
- 1987 – Sam Bird brit autóversenyző, a 2005-ös brit Formula–BMW autóverseny-sorozat ezüstérmese, valamint a 2009-es makaói nagydíj harmadik helyezettje.
- 1989 – Korcsmár Zsolt magyar labdarúgó
- 1989 – Michael Beasley amerikai kosárlabdázó
- 1989 – Dinko Jukić osztrák úszó
- 1989 – Nina Dobrev színésznő
- 1991 – Álvaro Soler spanyol, német származású énekes, dalszerző
- 1993 – Katarina Johnson-Thompson angol távolugró és hétpróbázó
- 1993 – Kevin Korjus észt autóversenyző
- 1996 – Holoda Péter, magyar úszó
- 2001 – Zeke Nnaji nigériai származású amerikai kosárlabdázó

## Halálozások
- 1757 – Bernard le Bovier de Fontenelle francia filozófus, író, tudománynépszerűsítő (* 1657)
- 1778 – Gróf székesi Bercsényi László Ignác (francia nyelvű formában: Ladislas Ignace de Bercheny, (Eperjes, 1689. augusztus 3. – Luzancy, Franciaország, 1778. január 9.) Bercsényi Miklós és első felesége, homonnai Drugeth Krisztina fia, II. Rákóczi Ferenc testőrségének századosa, majd Franciaország marsallja
- 1873 – III. Napóleon francia császár (* 1808)
- 1923 – Katherine Mansfield új-zélandi születésű angol írónő (* 1888).
- 1942 – Heber Doust Curtis amerikai csillagász (* 1872)
- 1945 – Rózsa Miklós magyar újságíró, művészeti író és művészettörténész (* 1874)
- 1947 – Mannheim Károly magyar szociológus, pedagógus, filozófus (* 1893)
- 1948 – Fehér Lili magyar színésznő, író (* 1899)
- 1952 – Széll Kálmán fizikus, középiskolai tanár (* 1884)
- 1953 – Hans Aanrud norvég novella- és színműíró (* 1863)
- 1954 – Vízvári Mariska színésznő, szakácskönyvíró (* 1879)
- 1958 – Brusznyai Árpád középiskolai tanár, az 1956-os forradalom mártírja (* 1924)
- 1961 – Emily Greene Balch Nobel-díjas amerikai politikus, békeharcos, közgazdász (* 1867)
- 1962 – Dávid Lajos magyar matematikus, egyetemi tanár (* 1881)
- 1971 – Vendl Aladár, magyar geológus, petrográfus, az MTA rendes tagja (* 1886)
- 1976 – Hámos György Kossuth-díjas magyar író (* 1910)
- 1988 – Buga László magyar orvos, egészségügyi szakíró (* 1906)
- 1999 – Bogdán János tanár, Roma Polgárjogi Alapítvány alapító tagja (* 1963)
- 1999 – Juhász Jácint Jászai Mari-díjas magyar színművész (* 1943)
- 1999 – Mányai Zsuzsa magyar színésznő (* 1949)
- 2005 – Gyarmathy Tihamér Kossuth-díjas festőművész (* 1915)
- 2006 – Ebb Rose amerikai autóversenyző (* 1925)
- 2006 – Nagy Miklós magyar színész, rendező, író, színházigazgató, a Ruttkai Éva Színház alapítója. (* 1957)
- 2006 – Veér András pszichiáter és neurológus orvos (* 1939)
- 2009 – Németh Pál magyar kosárlabdázó, kalapácsvető (* 1937)
- 2009 – René Herms német atléta (* 1982)
- 2011 – Vitó Zoltán költő (* 1940)
- 2012 – Marsay Magda opera-énekesnő (koloratúrszoprán) (* 1927)
- 2012 – Spányik Éva Jászai Mari-díjas magyar színésznő érdemes művész (* 1928)
- 2018 – Ujlaky László Jászai Mari-díjas magyar színész (* 1942)
- 2023 – Deák István amerikai-magyar történész (* 1926)
- 2024
  - Benedek Miklós Kossuth- és Jászai Mari-díjas magyar színész, érdemes és kiváló művész, a nemzet színésze (* 1946)
  - Filó Kristóf római katolikus pap, budakeszi plébános (* 1947)

## Ünnepek, emléknapok, világnapok
- Panama: a mártírok napja